# Fairhaven (Massachusetts)
Fairhaven é uma vila localizada no condado de Bristol no estado estadounidense de Massachusetts. No Censo de 2010 tinha uma população de 15.873 habitantes e uma densidade populacional de 434,99 pessoas por km².

## Geografia
Fairhaven encontra-se localizado nas coordenadas 41° 38′ 15″ N, 70° 52′ 26″ O. Segundo o Departamento do Censo dos Estados Unidos, Fairhaven tem uma superfície total de 36.49 km², da qual 31.95 km² correspondem a terra firme e (12.45%) 4.54 km² é água.

## Demografia
Segundo o censo de 2010, tinha 15.873 pessoas residindo em Fairhaven. A densidade populacional era de 434,99 hab./km². Dos 15.873 habitantes, Fairhaven estava composto pelo 95.55% brancos, o 0.91% eram afroamericanos, o 0.16% eram amerindios, o 0.97% eram asiáticos, o 0.06% eram insulares do Pacífico, o 1.07% eram de outras raças e o 1.29% pertenciam a duas ou mais raças. Do total da população o 1.25% eram hispanos ou latinos de qualquer raça.